# Vitālijs Smirnovs
Vitālijs Smirnovs (* 28. Juni 1986 in Riga) ist ein lettischer Fußballspieler, der beim FK Ventspils in der Virslīga spielt.

## Karriere

### Verein
Vitālijs Smirnovs begann seine Karriere in seiner Heimatstadt Riga, der größten Stadt des Baltikums. In der Jugend spielte er für Skonto Riga, den Rekordmeister in Lettland, für den er auch sein Profidebüt in der Saison 2004 in der Virslīga gab. Unter Aleksandrs Starkovs konnte er noch im selben Jahr mit der Mannschaft den Meistertitel gewinnen. Weitere Titel gewann er 2010/11 mit der Meisterschaft und dem Sieg in der Baltic League im Finale gegen den FK Ventspils. Nach acht Saisons und über 100 Einsätzen in der Liga sowie zahlreichen Europapokalspielen wechselte der großgewachsene Smirnovs zu Beginn der Saison 2012 zum FK Ventspils. Mit dem neuen Klub aus der gleichnamigen Hafenstadt gewann er im zweiten Jahr der Vereinszugehörigkeit den Lettischen Pokal.

### Nationalmannschaft
Vitālijs Smirnovs debütierte im Jahr 2010 zusammen mit Daniils Turkovs in der Lettischen Fußballnationalmannschaft gegen China. Es war zugleich das letzte Länderspiel von Vitālijs Astafjevs, dem europäischen Rekordnationalspieler. Mit der Nationalmannschaft seines Heimatlandes nahm er im Jahr 2012 am Baltic Cup teil und konnte diesen nach zwei Siegen gegen Litauen und Finnland gewinnen. In beiden Partien stand der Defensivspieler in der Startelf und markierte im Finale einen Treffer im Elfmeterschießen.

## Erfolge
mit Skonto Riga:
- Lettischer Meister: 2004, 2010
- Baltic League: 2010/11

mit dem FK Ventspils:
- Lettischer Pokalsieger: 2013

mit Lettland:
- Baltic Cup: 2012